# ترانتور
ترانتُر یک ستارهٔ مسکونیِ فانتزی و یک جهان‌شهر در مجموعه کتاب‌های بنیاد از آیزاک آسیموف است.

## موقعیت
ترانتور در کتاب‌های بُنیاد، ستاره‌ای بزرگ است که ۴۰ میلیارد نفر انسان در آن زندگی می‌کنند و مرکزِ امپراطوریِ کهکشانی است. سراسرِ این جهان‌شهر را سقف‌های فولادیِ بلند پوشانده‌اند و دمای زیرِ سقف‌ها با ماشین، همیشه در حدّ اعتدال نگه داشته می‌شود. این ستاره در کتابِ سرآغازِ بنیادِ کهکشانی، نزدیک به مرکزِ کهکشان توصیف می‌شود. نخستین اشاره به ترانتور از سویِ آسیموف، در داستان «راهب سیاهکار آتش» است.

## فرجام
ترانتور پس از سقوطِ امپراطوریِ کهکشانی از رونق می‌افتد و پس از هجومِ بزرگ به سیاره، میلیون‌ها تن از شهروندانش کشته می‌شوند و باقی نیز در طیِ چندصدسال آن را ترک می‌کنند و سقف‌هایش نیز فرو می‌افتند. سرنوشتِ این ابرشهر در کتابِ بنیادِ کهکشانی و زمین توصیف شده‌است.

## بخش‌ها
در داستان‌های بنیاد، از بخش‌های زیر برای جهان-شهرِ ترانتور یاد می‌شود:
- سلطنت نشینِ ترانتور: منطقه‌ای بزرگ و بدونِ سقف که باغ‌های سلطنتی و کاخِ امپراتور در آنجا قرار دارد.
- مایکوژن: منطقهٔ مسکونیِ زیرِ نطرِ قبیلهٔ مایکوژنی.
- دال: منطقه‌ای بحران زده و فقیر در ترانتور.
- وای: بخشی مرفه‌نشین در ترانتور.